# Bukkoree Lemdee
Bukkoree Lemdee (thailändisch บุคฆอรี เหล็มดี, * 11. März 2004 in Songkhla) ist ein thailändischer Fußballspieler.

## Karriere
Bukkoree Lemdee erlernte das Fußballspielen ab 2017 in der Jugendmannschaft vom Chonburi FC. 2020 wurde der Jugendspieler an den Drittligisten Banbueng FC ausgeliehen. Seinen ersten Profivertrag unterschrieb er 2021 bei seinem Jugendverein Chonburi FC. Der Verein aus Chonburi spielte in der ersten Liga des Landes, der Thai League. Sein Profidebüt gab er am 14. März 2021 im Auswärtsspiel beim Port FC. Hier stand er in der Startelf und wurde in der 61. Minute wegen einer Verletzung gegen Channarong Promsrikaew ausgewechselt. Im Januar 2023 wechselte er auf Leihbasis zum Zweitligisten Customs United FC. Mit dem Verein aus Samut Prakan wurde man am Ende der Saison 2022/23 Tabellendritter und qualifizierte sich somit für die Aufstiegsspiele zur ersten Liga. Hier musste man sich jedoch im Finale gegen den Uthai Thani FC geschlagen geben. Nach 15 Ligaspielen kehrte Lemdee im Sommer 2023 nach Chonburi zurück. Am Ende der Saison 2023/24 belegte er mit Chonburi den 14. Tabellenplatz und musste somit in die zweite Liga absteigen. Nach dem Abstieg wechselte er im Juli 2024 auf Leihbasis zum Zweitligisten Chiangmai United FC. Für den Verein aus Chiangmai bestritt er 22 Ligaspiele. Nach einer Spielzeit wechselte er im Sommer 2025 ebenfalls auf Leihbasis zum Erstligisten Nakhon Ratchasima FC.